# Jan Schwippel
Jan Schwippel (* 8. prosince 1966 Praha) je český pravicový politik, v letech 2004–2010 poslanec Poslanecké sněmovny, původně člen ODS, později po rozkolu kritik vedení ODS a jeden z poslanců, kteří společně s opozicí v roce 2009 hlasovali pro vyslovění nedůvěry vládě Mirka Topolánka.

## Vzdělání a zaměstnání
Po maturitě na gymnáziu absolvoval v roce 1990 Vysokou školu chemicko-technologickou v Praze. V letech 1990 až 2000 pracoval v Mikrobiologickém ústavu Akademie věd ČR. Působil také na Technické univerzitě v Hannoveru a na Národním institutu pro aplikovanou vědu v Toulouse. V letech 2003 až 2004 pracoval v politickém odboru kanceláře prezidenta republiky, předtím byl vrchním radou na ministerstvu zahraničí.

## Politická kariéra
V roce 1997 se stal členem ODS. Ve volbách v roce 2002 kandidoval do Poslanecké sněmovny Parlamentu ČR za ODS (volební obvod Středočeský kraj). Nebyl zvolen, ale do sněmovny zasedl dodatečně v červenci 2004 jako náhradník. Byl členem sněmovního zahraničního výboru. Poslanecký mandát obhájil ve volbách v roce 2006. Byl členem zahraničního výboru a výboru pro zdravotnictví.
17. září 2008 oznámil, že vystupuje z poslaneckého klubu ODS v reakci na skandál stranického kolegy Jana Moravy. Byl totiž přesvědčen, že aktivity poslance Moravy (schůzky za účelem získání podvržených kompromitujících materiálů na poslaneckého kolegu Vlastimila Tlustého) nebyly jen ryze individuálním selháním, ale že Moravu někdo řídil a úkoloval. Schwippel požadoval, aby z čela poslaneckého klubu strany odešel Petr Tluchoř.
V březnu 2009 se podílel na vyslovení nedůvěry vládě Mirka Topolánka a následně ohlásil úmysl kandidovat ve volbách do Evropského parlamentu za stranu Libertas.cz, kterou založil Vladimír Železný. Počátkem dubna 2009 ohlásil, že ukončil své členství v ODS, aby předešel hrozbě širšího vedení strany, že by mohla být jeho základní organizace v Zadní Třebani zrušena, jestliže ho nevyloučí.
Ve volbách do EP nakonec skutečně kandidoval, jako bezpartijní za Libertas.cz, ale nebyl zvolen. V poslanecké sněmovně mezitím zasedal až do voleb v roce 2010 jako nezařazený poslanec.
V říjnu 2009 zveřejnil zpravodajský portál tyden.cz, že Schwippel čerpal poslaneckou náhradu (příspěvek na bydlení) určenou pro mimopražské zákonodárce, ačkoliv v Praze vlastní byt. Ten využívá jeho neteř a Schwippel si z poslanecké náhrady vydržuje další byt.